# ライト文芸
ライト文芸（ライトぶんげい）は、日本の小説分類の1つ。
名称はまだ定着しておらず「キャラクター小説」「キャラクター文芸」「キャラ文芸」「キャラノベ」「大人向けライトノベル」などと呼ばれることもある。
本稿では記事タイトルと同じ「ライト文芸」に統一する。

## 特徴
ライトノベルが爆発的に普及した後に登場したジャンルであるため明確な区分けが存在していないが、以下のような特徴から「一般文芸とライトノベルの中間に位置する小説」と評されている。
ライトノベルと同じく表紙にイラストを採用している作品が多く、一般文芸とは異なり表紙、出版社の公式サイト、店頭POPなどに於いてイラストレーターの名前もアピールされることがある。さらに、作品によってはライトノベルのようにカラーイラストの口絵が付いているものも存在する。ただし、表紙のイラストはアニメ調が主流のライトノベルに対し、ライト文芸ではパステル調が主流となっている。
内容はキャラクターを主体にした小説が多いが、架空の世界観や共感を出来るキャラクター設定よりも詳細な描写やストーリーを重視しているとされる。
ジャンルは「ホラー」「SF」「恋愛」など多様だが、中でも「妖怪」「軽めのミステリー」「女性主人公」が多く、明確に女性向けとは銘打っていないが、一般的なライトノベルよりも幾分、女性読者の比率を高めに想定している。そのため、ライトノベルのような萌え要素や男性向けのエログロバイオレンスを抑える傾向がある。
対象となる年齢層は10代の少年が主人公となる作品の多いライトノベルに対し、ライト文芸は主な購買層と同じ20 - 30代以上（大学生や社会人）がメインキャラクターとなるものが主流である。ライト文芸の黎明期には、WEB発の作品を書籍化していたノベルスレーベルも、読者の奪い合いにならないよう、「異世界」「転生」「転移」「チート」「ハーレム」といった要素を新しい価値・ジャンルを見いだすという名目でライト文芸を名乗っていた（ノクスノベルスなど）。現在、それらのレーベルは新たなジャンル『新文芸』と呼ばれるようになったが、混同されがちである。
ライト文芸レーベルで執筆している作者はもともと一般文芸で書いていた人からライトノベル作家まで多様である。特殊な例としてメディアワークス文庫の新人賞はライトノベルの新人賞と合同で募集し受賞後に分けられている。また最近ではもともとライトノベルで出版されていた本をライト文芸として再刊行する作品もみられる。さらにE★エブリスタやpixiv、小説家になろうで連載されていた作品の出版も数多く存在し、ケータイ小説サイトからの書籍化も多く、実質、ケータイ小説の後継となっているレーベルもある（スターツ出版文庫など）。
ライトノベルと同じくアニメ化やコミカライズ、実写化などでメディアミックスされる場合もある。
アニメイト、メロンブックスなどのアニメグッズ、漫画、ライトノベルは扱うが一般向けの文芸書を扱わない専門店に置いて、店舗限定特典や特殊POPを用いたフェアなどを行っていることがある。書籍の折り込みチラシでライト文芸とライトノベル両方の宣伝をしていることがある。一方で、一般向けのサブレーベルと位置づけている出版社もある。このライトノベルがすごい!の中でランクインしたり、ボーダーズとして専用の紹介枠が設けられるなど、ライトノベル読者向けの書籍に載ることもあれば、本屋大賞などの一般層向けの賞にノミネートされることもあるので、一般向けとライトノベルどちらの読者に向けても宣伝が行われている。
そのほかの特徴として、ライトノベルのように単行本や雑誌連載などを介さず、文庫で書き下ろしの作品が多く、帯で「いきなり文庫化」などとそのことをアピールしているレーベルもある。
2010年代に入り、複数の出版社から急速に専門レーベルが登場している。理由としてメディアワークス文庫の『ビブリア古書堂の事件手帖』シリーズのヒットが挙げられる。
近年では派生ジャンルとして「ブルーライト文芸」が登場している。これは表紙が青いものが多いことから名づけられた。

## レーベル
あ行
- 朝日エアロ文庫 - 朝日新聞出版
- アルファポリス(単行本)
- アルファポリス文庫 - アルファポリス
- MF文庫ダ・ヴィンチMEW - KADOKAWA（メディアファクトリー）

か行
- 角川文庫 - KADOKAWA[注 4]
- 角川ホラー文庫 - KADOKAWA[注 4]
- 幻冬舎文庫 - 幻冬舎[注 5]
- 講談社タイガ - 講談社
- 講談社ラノベ文庫 - 講談社[注 6]
- 光文社キャラ文庫 - 光文社
- ことのは文庫 - マイクロマガジン社

さ行
- 実業之日本社文庫GROW - 実業之日本社
- 集英社オレンジ文庫 - 集英社
- 集英社文庫 - 集英社
- 小学館文庫キャラブン! - 小学館
- 新潮文庫nex - 新潮社
- SKYHIGH文庫 - 三交社
- すこし不思議文庫 - インターグロー
- スターツ出版文庫 - スターツ出版
- 創元推理文庫 - 東京創元社

た行
- 宝島社文庫 - 宝島社
- 中公文庫 - 中央公論新社
- TO文庫 - ティー・オーエンタテインメント
- 徳間文庫 - 徳間書店

は行
- ハヤカワ文庫JA - 早川書房
- 一二三文庫 - 一二三書房
- ファミ通文庫（ファミ通文庫ネクスト） - KADOKAWA
- ファン文庫 - マイナビ出版
- 富士見L文庫 - KADOKAWA(富士見書房)
- 双葉文庫 - 双葉社[注 7]
- 二見サラ文庫 - 二見書房
- 二見ホラー×ミステリ文庫 - 二見書房
- 文芸社文庫NEO - 文芸社
- ポプラ文庫 - ポプラ社
- ポルタ文庫 - 新紀元社

ま行
- 招き猫文庫 - 白泉社
- メゾン文庫 - 一迅社
- メディアワークス文庫 - KADOKAWA（アスキー・メディアワークス）

ら行
- LINE文庫 - LINE

## 雑誌
- 小説屋Sari-Sari - 角川書店
- カドカワキャラクターズ ノベルアクト - 角川書店